# Terrence McNally
Terrence McNally (St. Petersburg, 3 novembre 1938 – Sarasota, 24 marzo 2020) è stato un drammaturgo, librettista e sceneggiatore statunitense.

## Biografia
Fu autore di oltre venticinque opere teatrali, oltre che dei libretti di tre opere e di nove musical (di cui quattro in collaborazione con Fred Ebb e John Kander). Fu sceneggiatore di Paura d'amare.
Per i suoi lavori andati in scena a Broadway vinse quattro Tony Award: due come miglior drammaturgo nel 1995 e 1996 per Love! Valour! Compassion! e Master Class, due per il miglior libretto nel 1993 e 1998 con Kiss of the Spider Woman e Ragtime. Nel 2019 ricevette un quinto Tony Award, alla carriera. Inoltre vinse un Emmy Award, tre Drama Desk Awards e due Obie Award, e venne candidato al Premio Pulitzer per la drammaturgia nel 1994. Le sue opere sono state interpretate da numerosi attori di rilievo, tra cui: Chita Rivera, Tyne Daly, Nathan Lane, Aaron Tveit, Angela Lansbury, Marian Seldes, Faye Dunaway, Rita Moreno e Stockard Channing.
Affetto da tempo da broncopneumopatia cronica ostruttiva e sopravvissuto al cancro ai polmoni, McNally è morto il 24 marzo 2020 all'età di 81 anni per complicazioni legate alla COVID-19.

## Vita privata
Dichiaratamente omosessuale, era sposato con il produttore Tom Kirdahy dal 2003. In precedenza era stato impegnato in una relazione con il drammaturgo Edward Albee dal 1959 al 1964.

## Teatrografia parziale
Opere di prosa
- And Things That Go Bump in the Night (1964)
- Botticelli (1968)
- Sweet Eros (1968)
- Witness (1968)
- ¡Cuba Si! (1968)
- Bringing It All Back Home (1969)
- Noon (1968)
- Next (1969)
- Where Has Tommy Flowers Gone? (1971)
- Bad Habits (1974)
- Whiskey (1973)
- The Tubs (1974)
- The Ritz (1975)
- Frankie and Johnny in the Clair de Lune (1982)
- It's Only a Play (1986)
- Hope (1988)
- The Lisbon Traviata (1989)
- Prelude and Liebestod (1989)
- Lips Together, Teeth Apart (1991)
- A Perfect Ganesh (1993)
- Hidden Agendas (1994)
- Love! Valour! Compassion! (1994)
- By the Sea, By the Sea, By the Beautiful Sea (1995)
- Master Class (1995)
- Corpus Christi (1998)
- The Stendhal Syndrome (2004)
- Dedication or The Stuff of Dreams (2005)
- Some Men (2006)
- The Sunday Times (2006)
- Deuce (2007)
- Unusual Acts of Devotion (2008)
- Golden Age (2009)
- And Away We Go (2013)
- Mothers and Sons (2014)
- Fire and Air (2018)

Libretti di musical
- Here's Where I Belong (1968)
- The Rink (1984)
- Kiss of the Spider Woman (1992)
- Ragtime (1996)
- The Full Monty (2000)
- The Visit (2001)
- A Man of No Importance (2002)
- Chita Rivera: The Dancer's Life (2005)
- Catch Me If You Can (2011)
- Anastasia (2016)

Libretti d'opera
- The Food of Love (1999), musica di Robert Beaser
- Dead Man Walking (2000), musica di Jake Heggie
- Three Decembers (2008), musica by Jake Heggie
- Great Scott (2015), musica di Jake Heggie

## Filmografia parziale

### Cinema

#### Sceneggiatore
- Il vizietto americano (The Ritz), regia di Richard Lester (1976)
- Paura d'amare (Frankie and Johnny), regia di Garry Marshall (1991)
- Le stagioni dell'amore (Love! Valour! Compassion!), regia di Joe Mantello (1997)

### Televisione

#### Attore
- CHiPs - serie TV, 1 episodio (1979)
- Pattuglia recupero - serie TV, 1 episodio (1979)
- Premiata agenzia Whitney - serie TV, 1 episodio (1980)
- Ralph supermaxieroe - serie TV, 1 episodio (1982)
- Febbre d'amore - serie TV, 3 episodi (1993-1994)

#### Sceneggiatore
- Mama Malone - serie TV, 7 episodi (1984)
- American Playhouse - serie TV, 1 episodio (1990)

## Premi e candidature
Premio Pulitzer
- 1994 - Candidatura Premio Pulitzer per la drammaturgia per A Perfect Ganesh

Tony Award
- 1993 - Miglior libretto di un musical per Kiss of the Spider Woman
- 1995 - Migliore opera teatrale per Love! Valour! Compassion!
- 1996 - Migliore opera teatrale per Master Class
- 1998 - Miglior libretto di un musical per Ragtime
- 2001 - Candidatura Miglior libretto di un musical per The Full Monty
- 2014 - Candidatura Migliore opera teatrale per Mothers and Sons
- 2015 - Candidatura Miglior libretto di un musical per The Visit
- 2019 - Premio alla carriera

Emmy Award
- 1990 - Miglior sceneggiatura di una miniserie o speciale televisivo per Andre's Mother

Drama Desk Award
- 1975 - Candidatura Migliore opera teatrale americana per The Ritz
- 1992 - Candidatura Migliore opera teatrale per The Lisbon Traviata
- 1992 - Migliore opera teatrale per Lips Together, Teeth Apart
- 1995 - Migliore opera teatrale per Love! Valour! Compassion!
- 1996 - Migliore opera teatrale per Master Class
- 1998 - Miglior libretto di un musical per Ragtime
- 2001 - Candidatura Miglior libretto di un musical per The Full Monty
- 2003 - Candidatura Miglior libretto di un musical per A Man of No Importance
- 2006 - Candidatura Migliore opera teatrale per Dedication or The Stuff of Dreams
- 2007 - Candidatura Migliore opera teatrale per Some Men
- 2017 - Candidatura Miglior libretto di un musical per Anastasia

Obie Award
- 1974 - Migliore opera teatrale per Bad Habits
- 1995 - Migliore opera teatrale per Love! Valour! Compassion!

New York Drama Critics' Circle
- 1993 - Miglior musical per Kiss of the Spider Woman
- 1995 - Migliore opera teatrale americana per Love! Valour! Compassion!
- 1998 - Candidatura Miglior musical per Ragtime

Outer Critics Circle Award
- 2017 - Candidatura Miglior libretto di un musical per Anastasia

Drama League Award
- 2020 - Premio alla carriera

Lucille Lortel Award
- 1992 - Lucille Lortel Award al miglior drammaturgo
- 1992 - Lucille Lortel Award alla migliore opera teatrale per Lips Together, Teeth Apart